# Elección para gobernador de Delaware de 2020
La elección para gobernador de Delaware de 2020 tuvo lugar el 3 de noviembre, junto con las elecciones presidenciales, las elecciones a la Cámara de Representantes y las elecciones al Senado de los Estados Unidos.
El gobernador demócrata titular, John Carney, fue reelegido para un segundo mandato, derrotando a la republicana Julianne Murray.

## Primaria republicana
| Candidatos        | Votos  | %     |
| ----------------- | ------ | ----- |
|                   | Votos  | %     |
| Julianne Murray   | 22,819 | 41.15 |
| Colin Bonini      | 19,161 | 34.56 |
| Bryant Richardson | 4,262  | 7.69  |
| Scott Walker      | 3,998  | 7.21  |
| David Bosco       | 3,660  | 6.60  |
| David Graham      | 1,547  | 2.79  |
|                   |        |       |
| Total             | 55,447 | 100   |
|                   |        |       |
| Fuente:           |        |       |

## Primaria demócrata
| Candidatos                 | Votos   | %     |
| -------------------------- | ------- | ----- |
|                            | Votos   | %     |
| John Carney                | 101,142 | 84.77 |
| David Lamar Williams Jr.   | 18,169  | 15.23 |
|                            |         |       |
| Total                      | 119,311 | 100   |
|                            |         |       |
| Fuente: Elections Delaware |         |       |

## Resultados

### Generales
| Partido                                  | Partido                   | Candidato       | Votos   | %     |
| ---------------------------------------- | ------------------------- | --------------- | ------- | ----- |
|                                          | Demócrata                 | John Carney     | 292,903 | 59.46 |
|                                          | Republicano               | Julianne Murray | 190,312 | 38.63 |
|                                          | Independiente de Delaware | Kathy DeMatteis | 6,150   | 1.25  |
|                                          | Libertario                | John Machurek   | 3,270   | 0.66  |
|                                          |                           |                 |         |       |
| Total                                    | Total                     | Total           | 492,635 | 100   |
| Participación                            | Participación             | Participación   | 507,805 | 68.66 |
| Registrados                              | Registrados               | Registrados     | 739,570 |       |
|                                          |                           |                 |         |       |
| Fuente: Delaware Department of Elections |                           |                 |         |       |

### Por condado
|            | Carney Demócrata | Carney Demócrata | Murray Republicano | Murray Republicano | DeMatteis IPoD | DeMatteis IPoD | Machurek Libertario | Machurek Libertario | Total   |
| Condado    | Votos            | %                | Votos              | %                  | Votos          | %              | Votos               | %                   | Total   |
| ---------- | ---------------- | ---------------- | ------------------ | ------------------ | -------------- | -------------- | ------------------- | ------------------- | ------- |
| Kent       | 44,352           | 51.93            | 39,332             | 46.05              | 1,115          | 1.30           | 616                 | 0.72                | 85,415  |
| New Castle | 191,678          | 68.45            | 82,545             | 29.48              | 3,785          | 1.35           | 2,031               | 0.72                | 280,039 |
| Sussex     | 56,873           | 44.72            | 68,435             | 53.81              | 1,250          | 0.98           | 623                 | 0.49                | 127,181 |